# Мансилья, Брайан
Бра́йан Эсекиэ́ль Манси́лья (исп. Braian Ezequiel Mansilla; род. 16 апреля 1997[…], Росарио, Санта-Фе) — аргентинский футболист, нападающий российского клуба «Ахмат». 

## Клубная карьера

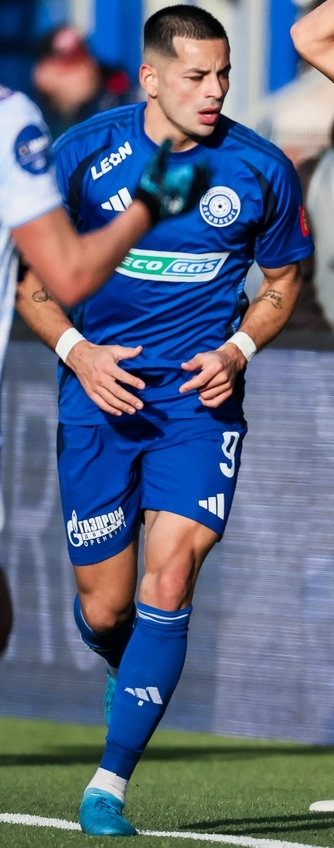
Мансилья в составе «Оренбурга»

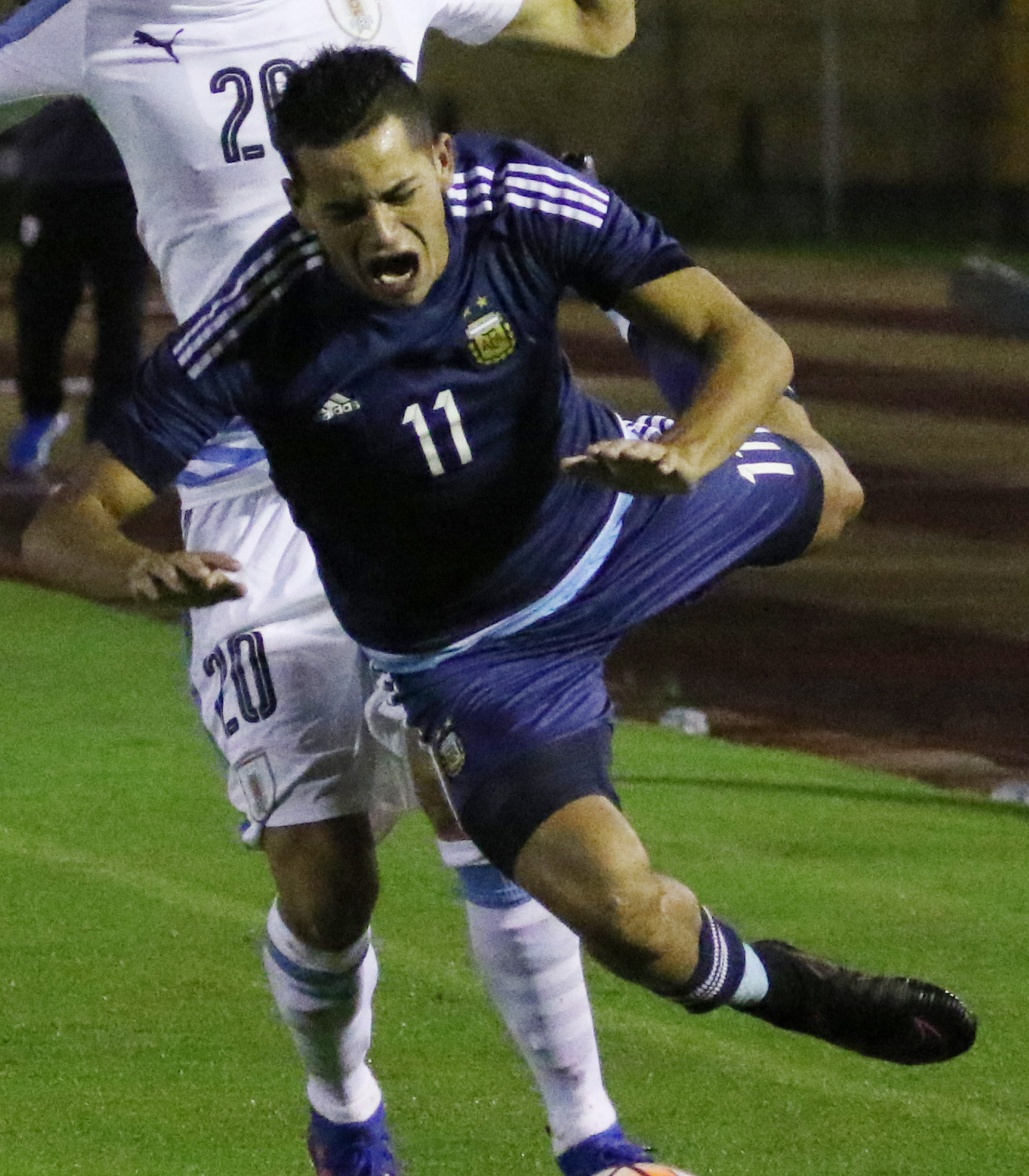
Мансилья в составе молодёжной сборной Аргентины

Воспитанник футбольной академии «Расинга». 19 октября 2015 года в матче против «Бока Хуниорс» дебютировал в аргентинской Примере. В 2016 году для получения игровой практики на правах аренды перешёл в «Кильмес». 13 февраля в матче против «Колона» дебютировал за новый клуб. 28 марта в поединке против «Велес Сарсфилд» забил первый гол за «Кильмес». Вернувшись из аренды, 2 марта 2017 года в поединке Южноамериканского кубка против колумбийского «Рионегро Агилас» забил свой первый гол за родную команду.
В январе 2019 года Мансилья был отдан в аренду в «Химнасию и Эсгриму» Ла-Плата. 1 февраля в матче против «Тигре» дебютировал за новый клуб.
Летом 2019 года был арендован португальским Витория Сетубал. 17 августа в матче против «Порту» дебютировал в Сангриш лиге. Летом 2020 года на правах аренды перешёл в «Фаренсе». 20 сентября в матче против «Морейренсе» дебютировал за клуб. 18 октября в поединке против «Фамаликана» забил свой первый гол за «Фаренсе».
Летом 2021 года Мансилья вернулся на родину, на правах аренды став игроком «Платенсе». 17 июля в матче против «Химнасия Ла-Плата» дебютировал за команду. В этом же поединке забил свой первый гол за «Платенсе».
5 июля 2022 года перешёл в российский «Оренбург» на правах годичной аренды с опцией приоритетного выкупа. 16 июля в матче против «Крыльев Советов» дебютировал в РПЛ. Первый мяч забил 28 октября в игре чемпионата России против воронежского «Факела» (4:1), реализовав пенальти на 83-й минуте матча. 16 мая 2023 года заключил новый трёхлетний контракт с «Оренбургом».
В сентябре 2023 года был признан лучшим игроком месяца в РПЛ.

## Карьера в сборной
В 2017 года Мансилья в составе молодёжной сборной Аргентины принял участие в молодёжном чемпионате Южной Америки в Эквадоре. На турнире грал в матчах против команд Перу, Боливии, Колумбии, Бразилии, Эквадора а также дважды Венесуэлы и Уругвая. В поединках против бразильцев и боливийцев Брайан забил по голу.
В том же году принял участие в молодёжном чемпионате мира в Республике Корея. На турнире сыграл в матчах против команд Гвинеи, Англии и Республики Корея.